# أودو الأول
أودو الأول (بالفرنسية: Eudes)‏، (توفي في 25 مايو 834) كان كونت أورليان.
كان ينتمي إلى عائلة أودالريشينج وكان ابنًا لأدريان، الذي كان يسيطر أيضًا على مقاطعة أورليان وربما والدرادا ونيبيلونجيد.
ظهر أودو لأول مرة كمندوب إمبراطوري للساكسونيين الشرقيين في عام 810، عندما تم القبض عليه من قبل ويلزي. في 811، وقع معاهدة سلام مع الفايكنج.
بحسب الفيتا هلودويسي، في عام 827، تم تسميته ليحل محل ماتفريد المخلوع في أورليان. تم نفي أودو، مع هيريبيرت، أحد أقاربه وربما ابن عمه، في أبريل 830 من قبل لوثر الأول.
في عام 834، أثناء قتال ماتفريد ولامبرت الأول من نانت، أنصار لوثير، قُتل أودو وكذلك إخوته ويليام، غي كونت مين وتيودو، رئيس دير مارتين التوروزي.
كانت زوجة أودو إنجلترود دي فيزينساك.  تزوجت ابنتهما الكبرى، إرمينترود، من شارل الأصلع من غرب فرنسا. ترك ابنه ويليام الذي أعدمه صهره في عام 866.